# Havørn
Havørnen (Haliaeetus albicilla) er Nordeuropas største rovfugl med et vingefang på op til 244 centimeter. Arten er udbredt over store dele af Europa og Asien og yngler desuden i Grønland, mens dens nære slægtning hvidhovedet havørn findes i resten af Nordamerika. Havørnen vendte i 1995 tilbage som dansk ynglefugl efter mange års fravær.

## Udseende
Havørnen er 78-102 cm med et vingefang på 180-244 cm. Forkrop og hoved er i lysegule eller gråbrune farver, mens undersiden er ensartet mørk. Halen er hos de voksne fugle karakteristisk hvid, ligesom vingerne har hvide dækfjer.

## Havørn i Danmark
Havørnen er en forholdsvis sjælden fugl i Danmark, idet den oprindelige bestand blev udryddet herhjemme i 1917, men den genindvandrede i 1995 og bestanden er nu jævnt stigende. I 2012 registrerede Dansk Ornitologisk Forening således 48 havørnepar med rede, hvilket var 11 par flere end det foregående år . I 2013 var tallet steget til 54 registrerede par,  og i 2015 var antallet af registrerede ynglepar yderligere steget til 72 par .
Den er udbredt over det meste af landet, men de fleste ynglepar findes i Sønderjylland og i østersøområdet, bl.a. på det sydlige Sjælland og Lolland-Falster. Fuglen ses bedst om vinteren, hvor endnu flere ørne opholder sig i Danmark, især i de sydøstlige egne. På Ørnens Dag den 16. februar 2014 blev der talt 344 havørne, hvilket er en lille nedgang i forhold til året før, hvor man talte 374 havørne og 11 kongeørne.), hvilket kan skyldes den milde vinter det år. Ved tælling i januar 2017 blev 395 ørne optalt, hvilket er det største antal ørne registreret i Danmark. Særligt omkring Limfjorden synes koncentrationen at være høj. Samtidig talte man 14 kongeørne, hvilket får det samlede antal ørne op over 400 individer. Mange er optalt langt fra kendte redesteder.

## Ynglepladser
Havørnens rede bygges ofte højt til vejrs i ældre træer samt på klippehylder (Bornholm). Den yngler første gang når den er 5-7 år gammel og holder sig gerne til den samme mage hele livet igennem. I begyndelsen af marts lægges 1-3 æg, der udruges i løbet af 38 dage. Efter yderligere 70 dage er ungerne flyvefærdige, men mades alligevel af forældrene i to måneder mere. Herefter har forældre og unger ingen faste bånd mere.

## Føde
Havørnens primære bytte er fisk og i mindre grad fugle der opholder sig ved vandet. En sjælden gang tager den også pattedyr, der som oftest er ådsler som den finder i vinterperioden.